# Mangop

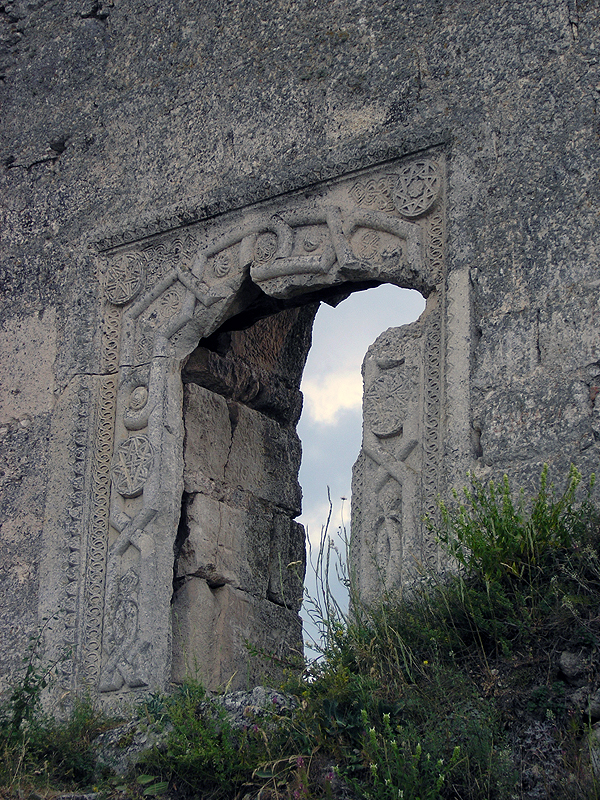
Ruinele cetății Mangop

Mangop (numele turco-tătar din Evul Mediu al cetății Doros, capitala principatului bizantin din Crimeea, în rusă Мангуп, în ucraineană Мангуп) a fost o fortăreață din Crimeea, situată pe un platou la circa 14,5 km est de Sevastopol.

## Istoric
Așezarea datează din secolul al III-lea și a fost fortificată de Iustinian I la mijlocul secolului al VI-lea. Acesta a fost locuit în primul rând de goții din Crimeea, și a devenit centrul principatului lor autonom. Mangop a fost cucerit de hazari din secolul al VIII-lea și va fi centrul unei revolte a goților condusă de episcopul Ioan de Gothia împotriva Khazariei.
Principatul de Doros a fost sub dominația bizantină de la mijlocul secolului al IX-lea până în jurul anului 1000, când intră sub sfera de influență a puterilor concurente - Rusia Kieveană și confederația triburilor Kipchak. Orașul este puternic afectat de un cutremur în secolul al XI-lea. Continuă să-și păstreze autonomia în ciuda cuceririlor mongole din Crimeea, dar va plăti Marelui Han un tribut anual ca vasali.
În secolul al XIV-lea, Mangop a fost centrul Principatului Teodoro, un aliat al Imperiului Trapezuntului. Dinastia domnitoare, ramură a casei imperiale trapezuntine, se numea Gabras (în greacă) și Chowra (în turcă). La sfârșitul secolului al XIV-lea, o ramură dinastiei a emigrat la Moscova, unde va întemeia Mănăstirea Simonov. Khovrinii, cum vor ajunge să fie cunoscuți, vor deveni trezorierii Moscovei. În secolul al XVI-lea, își vor schimba numele în Golovin.
A doua soție a lui Ștefan cel Mare a fost Maria de Mangop, sora lui Alexandru și a lui Isaac, cel care stăpânea cetatea Mangopului.
În 1475, Ștefan cel Mare și-a trimis cumnatul, Alexandru Gabras, la Mangop pentru a-l detrona pe conducătorul local, Isaac, fratele lui Alexandru, și vasal al otomanilor. În luna mai a aceluiași an, comandantul otoman Gedik Ahmet Pașa a cucerit Caffa, iar la sfârșitul anului, după cinci luni de asediu, orașul Mangop a căzut în mâinile atacatorilor. Dar restul peninsulei va rămâne parte a Hanatului Crimeii, noul vasal otoman, dar Teodoro și sudul Crimeii vor fi administrate direct de Sublima Poartă.
Declinul orașului va continua până în 1774 când fortăreața va fi abandonată de garnizoana turcă.